# Conceição do Coité (ort)
Conceição do Coité är en ort i Brasilien.   Den ligger i kommunen Conceição do Coité och delstaten Bahia, i den östra delen av landet, 1 000 km nordost om huvudstaden Brasília. Conceição do Coité ligger 431 meter över havet och antalet invånare är 35 171.
Terrängen runt Conceição do Coité är huvudsakligen platt. Conceição do Coité ligger uppe på en höjd.
Omgivningarna runt Conceição do Coité är huvudsakligen savann. Runt Conceição do Coité är det ganska glesbefolkat, med 42 invånare per kvadratkilometer.